# Carmen De Lavallade
Carmen De Lavallade, née à La Nouvelle-Orléans en Louisiane le 6 mars 1931, est une danseuse américaine.

## Biographie
Carmen De Lavallade est élevée à Los Angeles. De 1950 à 1954, elle fait partie du Lester Horton Dance Theater et fait ses débuts au cinéma. De 1954 à 1956, elle travaille avec Martha Graham et avec Margaret Craske avant d'être étoile au Metropolitan Opera de New York de 1956 à 1958.
Artiste invitée dans différentes compagnies, elle se produit également à Broadway dans plusieurs comédies musicales, ainsi qu'à la télévision et dans les spectacles d'inspiration religieuse. En 1961, elle est codirectrice artistique de l'Alvin Ailey American Dance Theater. Sa beauté plastique inspire de nombreux chorégraphes, dont John Butler.

## Distinctions
- 2019 : Doctorat honoris causa de l'université Yale[2]